# Troisième tunnel d'agression
Le troisième tunnel d'agression (en coréen : 제3땅굴) est l'un des quatre tunnels connus sous la frontière entre la Corée du Nord et la Corée du Sud, s'étendant au sud de Panmunjeom.

## Contexte

Tunnels d'agression sous la frontière coréenne

Le tunnel incomplet est découvert à seulement 44 km  de Séoul en octobre 1978 à la suite de la détection d'une explosion souterraine en juin 1978, apparemment causée par les tunneliers qui avaient avancé de  435 mètres  sous le territoire de la zone coréenne démilitarisée (DMZ). Il faut quatre mois pour localiser précisément le tunnel et creuser un tunnel d'interception,.
Le tunnel incomplet mesure  1 635 mètres de long, 1,95 mètre de hauteur maximum et 2,1 mètres de largeur. Il traverse le substrat rocheux à une profondeur d'environ  73 mètres  sous le sol. Il est apparemment conçu pour une attaque surprise sur Séoul depuis la Corée du Nord et pourrait, selon les informations délivrées aux visiteurs dans le tunnel, accueillir 30 000 hommes par heure ainsi que des armes légères. À la suite de la découverte du troisième tunnel, le Commandement des Nations unies accuse la Corée du Nord de menacer l'accord d'armistice coréen de 1953 signé à la fin de la guerre de Corée. Sa description de « tunnel d'agression » est donnée par la Corée du Sud, qui le considère comme un acte d'agression de la part de la Corée du Nord.
Initialement, la Corée du Nord nie avoir construit le tunnel. La Corée du Nord le déclare alors comme faisant partie d'une mine de charbon, le tunnel ayant été noirci par des explosions de construction. Des panneaux dans le tunnel affirment qu'il n'y a aucune probabilité géologique de présence de charbon dans la région. Les parois du tunnel où sont emmenés les touristes sont visiblement en granit, une pierre d'origine magmatique, alors que le charbon se retrouverait dans la pierre d'origine sédimentaire.
Au total, quatre tunnels ont été découverts, mais il est estimé qu'il pourrait en exister une vingtaine d'autres. Les forces armées sud-coréennes consacrent toujours des ressources spécialisées à la recherche de tunnels d'infiltration, bien que les tunnels soient beaucoup moins importants maintenant que l'artillerie et les missiles à longue portée nord-coréens sont devenus plus efficaces.

## Site touristique
Le tunnel est aujourd'hui un site touristique, bien que toujours bien gardé.
Les visiteurs entrent soit en descendant une longue pente raide qui commence dans un hall avec une boutique de cadeaux, soit via un train sur pneus qui accueille un conducteur à l'avant ou à l'arrière (selon la direction car il n'y a qu'un seul jeu de rails) et des sièges rembourrés orientés vers l'avant et vers l'arrière en rangées pouvant accueillir jusqu'à trois passagers chacun. La photographie est interdite dans le tunnel. Les Sud-Coréens bloquent la ligne de démarcation militaire actuelle dans le tunnel avec trois barricades en béton. Les touristes peuvent marcher jusqu'à la troisième barricade, et la deuxième barricade est visible à travers une petite fenêtre dans la troisième.

## Galerie

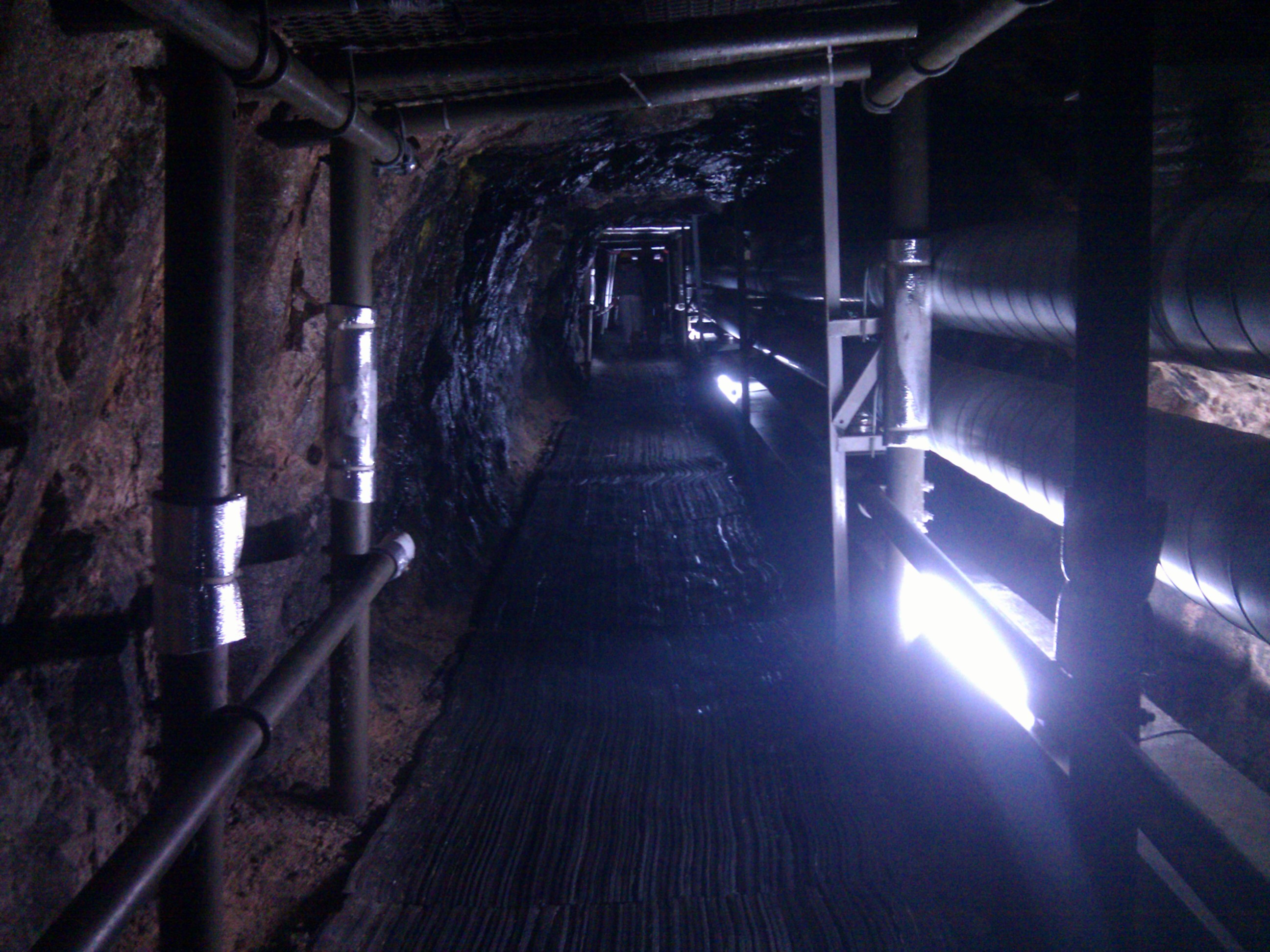
Intérieur du tunnel d'agression.
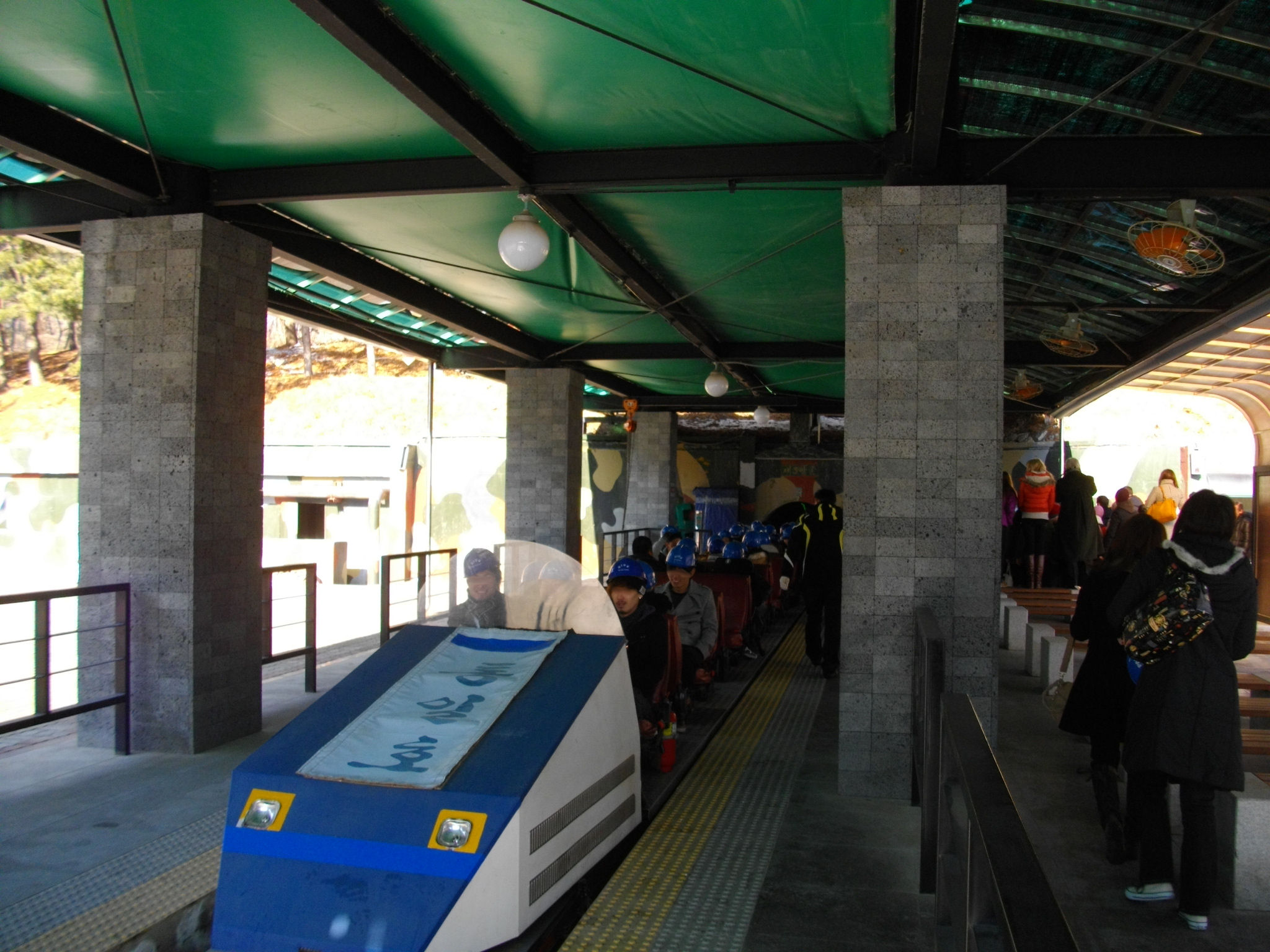
Train permettant aux visiteurs de rejoindre le tunnel.
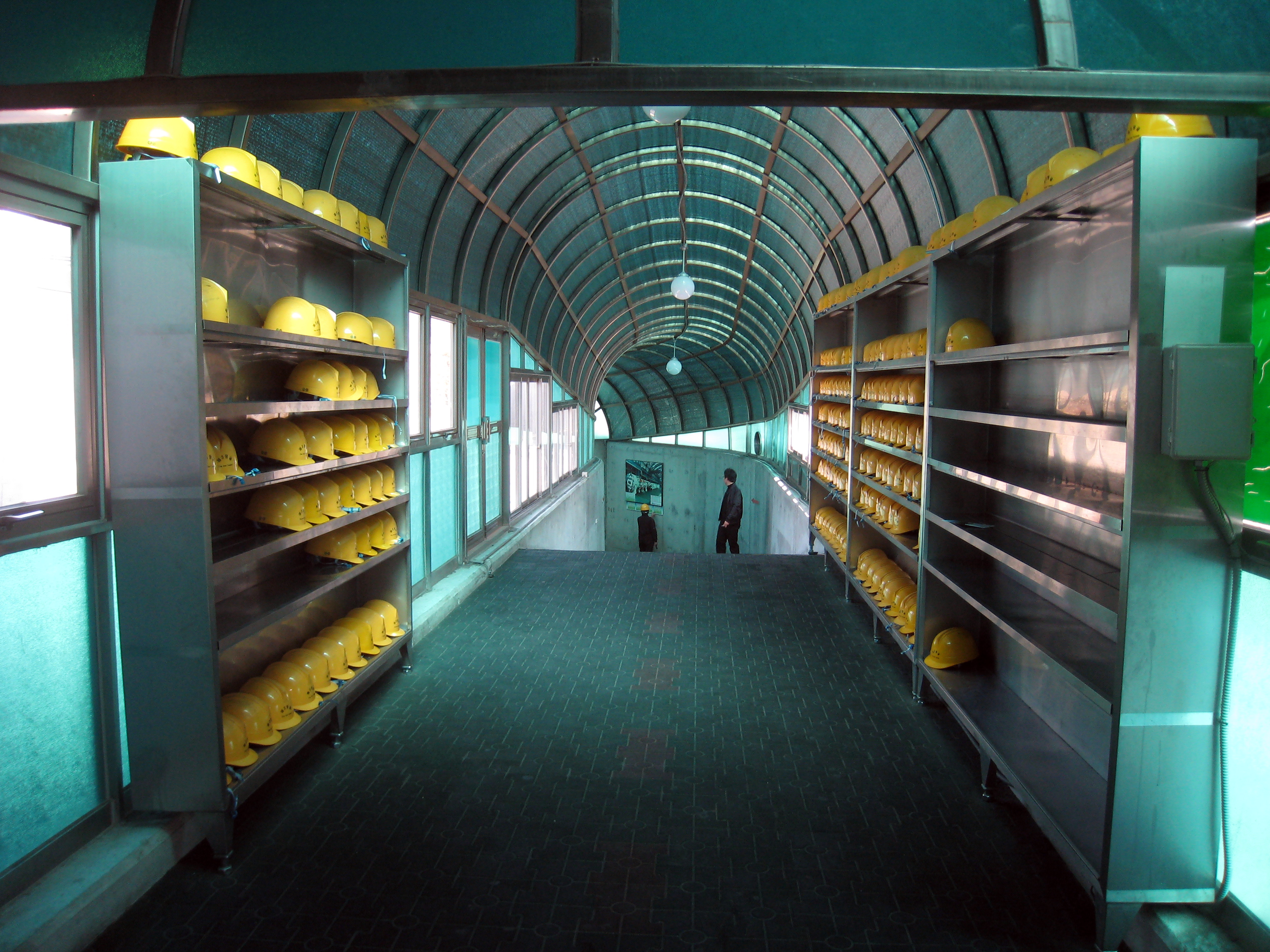
Entrée de la rampe permettant de rejoindre le tunnel à pied.
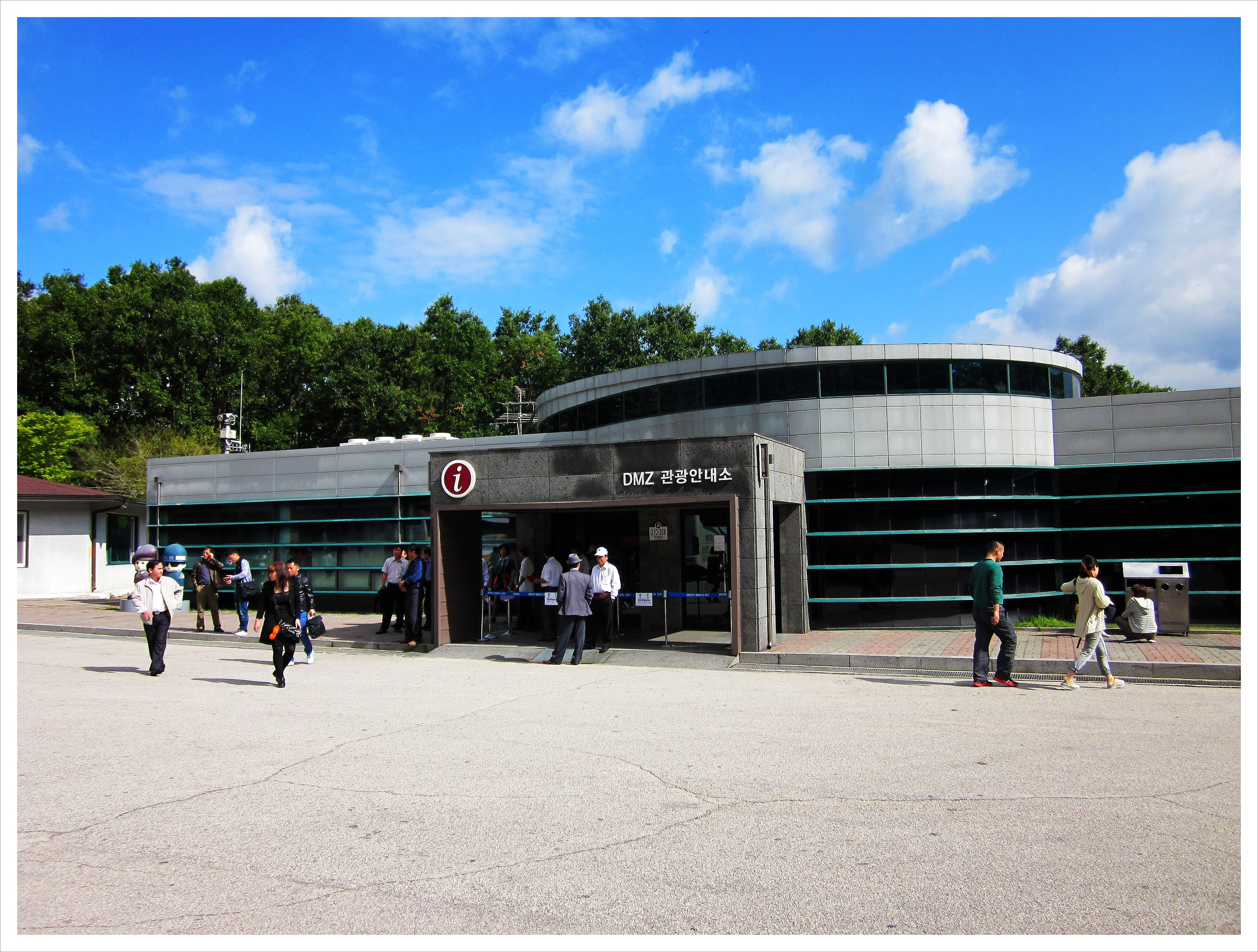
Bâtiment d'accueil aux visiteurs.